# Jamagata prefektúra
Jamagata prefektúra (japánul:山形県, Hepburn-átírással: Yamagata-ken) Japánban, Honsú sziget északkeleti részén Tóhoku régiójának déli határán helyezkedik el. A prefektúra székhelye Jamagata.

## Története
A régen őslakosok által lakott Ezo nevű terület mai neve Jamagata prefektúra. A Meidzsi-restauráció alatt ez a terület Akita prefektúrával együtt Deva tartományként volt ismert.
A Heian-korszakban (794-1185) ez a terület a Fudzsivara család uralma alá tartozott. Az Edó-korban (1603-1867) a prefektúra virágkorát élte, mindez a város akkori felépítésének és állomásának volt köszönhető. Később, 1689-ben a híres haiku költő, Macuo Basó is ellátogatott Jamagatába, az öt hónapig tartó Japán északi területein folytatott utazásai során.

## Földrajza

Jamagata prefektúra térképe

A Jamagata prefektúra a Japán-tenger partján, Tóhoku északnyugati sarkában helyezkedik el. Délről a Niigata prefektúra és Fukusima prefektúra, keletről a Mijagi prefektúra, míg északról az Akita prefektúra határolja. Ezek a határok a hegyvonulatok mentén húzódnak, és hegyvidéki terület miatt a lakosság nagy része a kis kiterjedésű központi síkságra tömörült.
A területen több nemzeti park helyezkedik el.
- Bandai-Aszahi Nemzeti Park
- Csókai Nemzeti Park
- Kurikoma Nemzeti Park
- Zaó-Szan Nemzeti Park

### Városok
Jamagata prefektúrában 13 nagyváros található.
| - Higasine - Kaminojama - Murajama - Nagai - Nanjó - Obanazava - Szagae | - Szakata - Sindzsó - Tendó - Curuoka - Jamagata (székhely) - Jonezava |

### Jamagata város
Jamagata a prefektúra fővárosa, növekvő iparváros, lakosainak nagy része diák. A legtöbb Jamagatába érkező turista innen indul egynapos kirándulásokra a prefektúra további területeire .

### Városok és falvak
A nagyvárosok körzeteihez viszonyítva
| - Akumi körzet Juza - Higasimurajama körzet Nakajama Jamanobe - Higasiokitama körzet Kavanisi Takahata - Higasitagava körzet Mikava Sónai - Kitamurajama körzet Óisida | - Mogami körzet Funagata Kanejama Mamurogava Mogami Ókura Szakegava Tozava - Nisimurajama körzet Aszahi Kahoku Nisikava Óe | - Nisiokitama körzet Iide Oguni Sirataka |

## Gazdaság

### Gyümölcsök
Japánban a Jamagata prefektúra a legnagyobb kitermelője a körtének és cseresznyének. Valamint nagy mennyiségben termelnek szőlőt, almát, őszibarackot és dinnyét is.

## Kultúra

### Fesztiválok
A leghosszabb fesztivál a Hanagasza macuri (花笠祭り), melyet Jamagata városban, augusztus hónap első hetében rendeznek. Ezen a héten több ezer szalmakalapot viselő ember vonul a város központjába, hogy népdalokat énekelve együtt táncolják a Hanagasza táncot, mely eseményre évente akár 300 000 néző is ellátogat. Ezen kívül Jamagata város ad otthont a Jamagata Nemzetközi Dokumentumfilm Fesztiválnak is.
Februárban a Hólámpás Fesztivál vonzza a látogatókat a Jonezavában található Ueszugi szentélyhez. A szentély köré kihelyezett több száz gyertyafényes lámpás sora váj utat a sötét éjszakában. Szintén Jonezavában tartják az Ueszugi Fesztivált (上杉祭り, ueszugi macuri) tavasszal.
Szeptemberben az Imoni vonzza a turistákat a prefektúrába, ugyanis a burgonya-pörkölt egész Észak-Japánban híres ételnek számít az őszi évszakban. Sok látogató keresi fel a prefektúrát sajátos stílusú imoni-ja miatt.

### Művészet
Jamagata város vezetőinek támogatásával a Tóhoku Egyetem Művészeti és Dizájn kara 2003-ban elindított egy projektet, melynek keretében a kulturális javak azonosításának érdekében a város buddhista templomait katalogizálták és hasonlították össze. A projekt során százkilencven templomot és műalkotást vizsgáltak meg, és több jelentős buddhista szobrot fedeztek fel. A Hirasimizu kerületben, a Heiszendzsi templomban egy különösen ritka Vairócsana ülő Buddha-szobrot fedeztek fel. További jelentős szobrot találtak a Heian-korból (794-1185), valamint a Kamakura-korból is.
1964-ben épült a prefektúrában a Jamagata művészeti múzeum.

### Jamadera
A Jamadera templomegyüttest más néven Rissakudzsiként is ismerik, melyet 860-ban alapítottak a szent tűzzel, amit a Kiotóhoz közeli Enrjakudzsiből hoztak. Egy elképzelés szerint Jamadera kőarcai húznak határvonalat e világ és a túlvilág között .

## Sport
Az alább felsorolt sportklubok találhatóak Jamagatában.
Labdarúgás 
- Montedio Jamagata

Röplabda
- Pioneer Red Wings  (Tendo)

## Közlekedés

### Repülőterek
- Jamagata repülőtér (Tokió, Ószaka, Nagoja, Szapporo Japan Airlines)
- Sonai repülőtér (Tokió, Ószaka, Szapporo All Nippon Airways)

### Vasút
- Jamagata Sinkanszen
- Szenzan Vonal
- Aterazava Vonal
- Joneszaka Vonal
- Rikú Nyugati Vonal
- Rikú Keleti Vonal
- Virág Nagai Vonal
- óu Fő Vonal
- Uecu Fő Vonal

## Média

### Újságok
- Jamagata Sinbun
- Jonezava Sinbun
- Sonai Nippo
- Okitama Times

### Tv és rádió
- YBC TV és Rádió (NNN, JRN, és NRN)
- YTS TV (ANN)
- TUY TV (JNN)
- SAY TV (FNN)
- Rhythm Station (JFN)

### Filmek
- Jamagata Nemzetközi Dokumentumfilm Festivál[8]

## Galéria

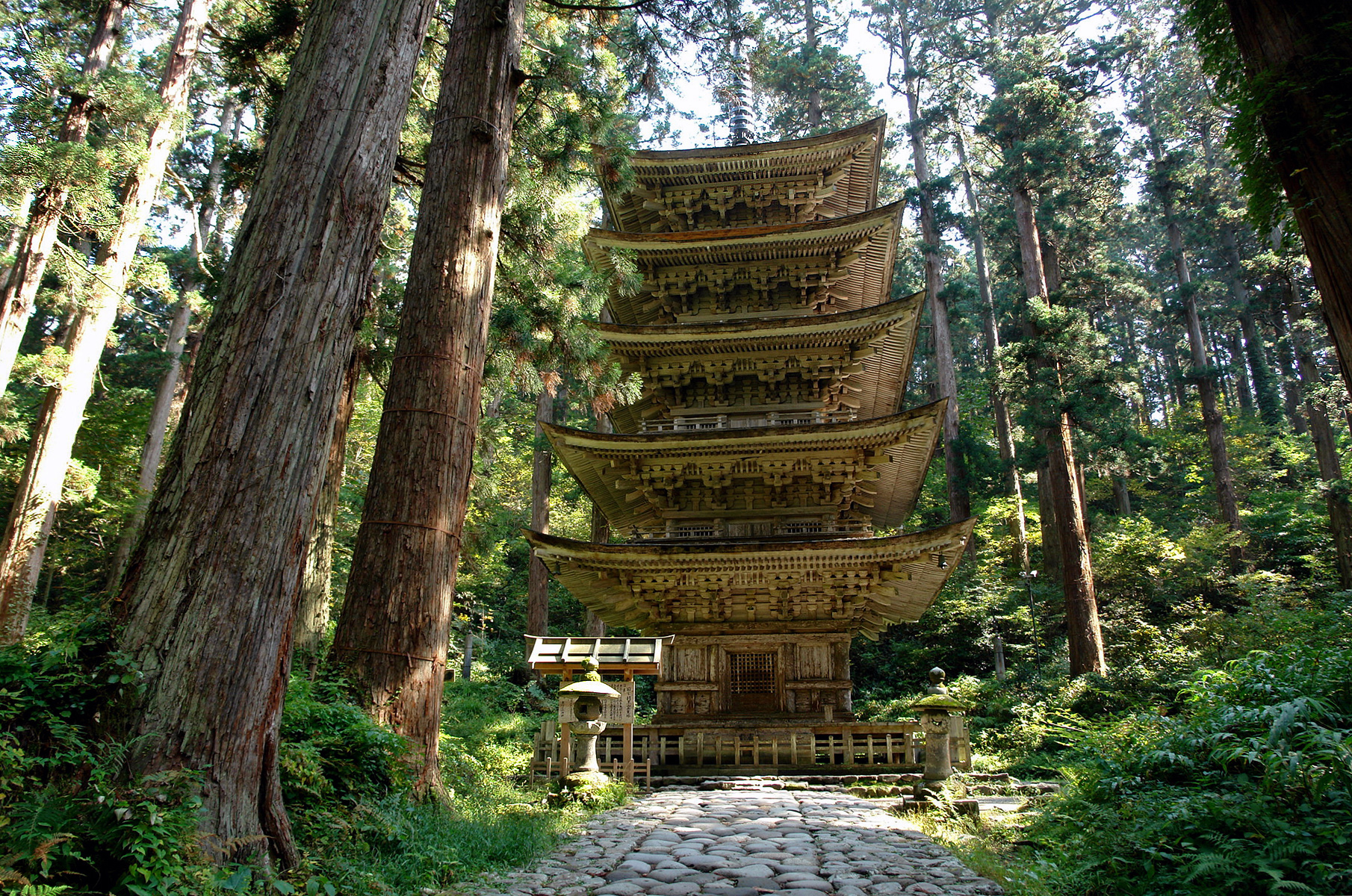
Haguro hegy, a Gojuto pagoda
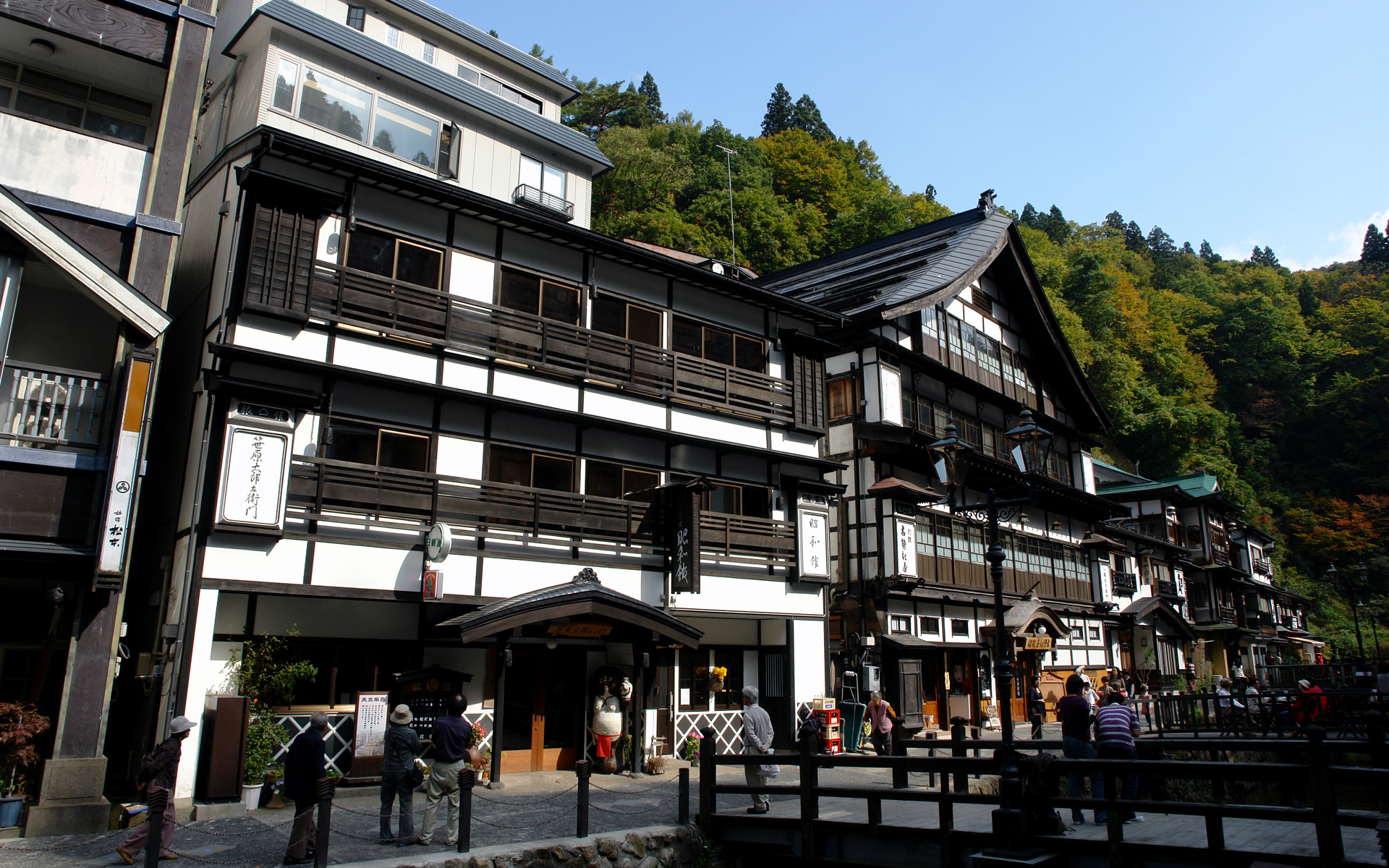
Ginzan Onszen fürdő
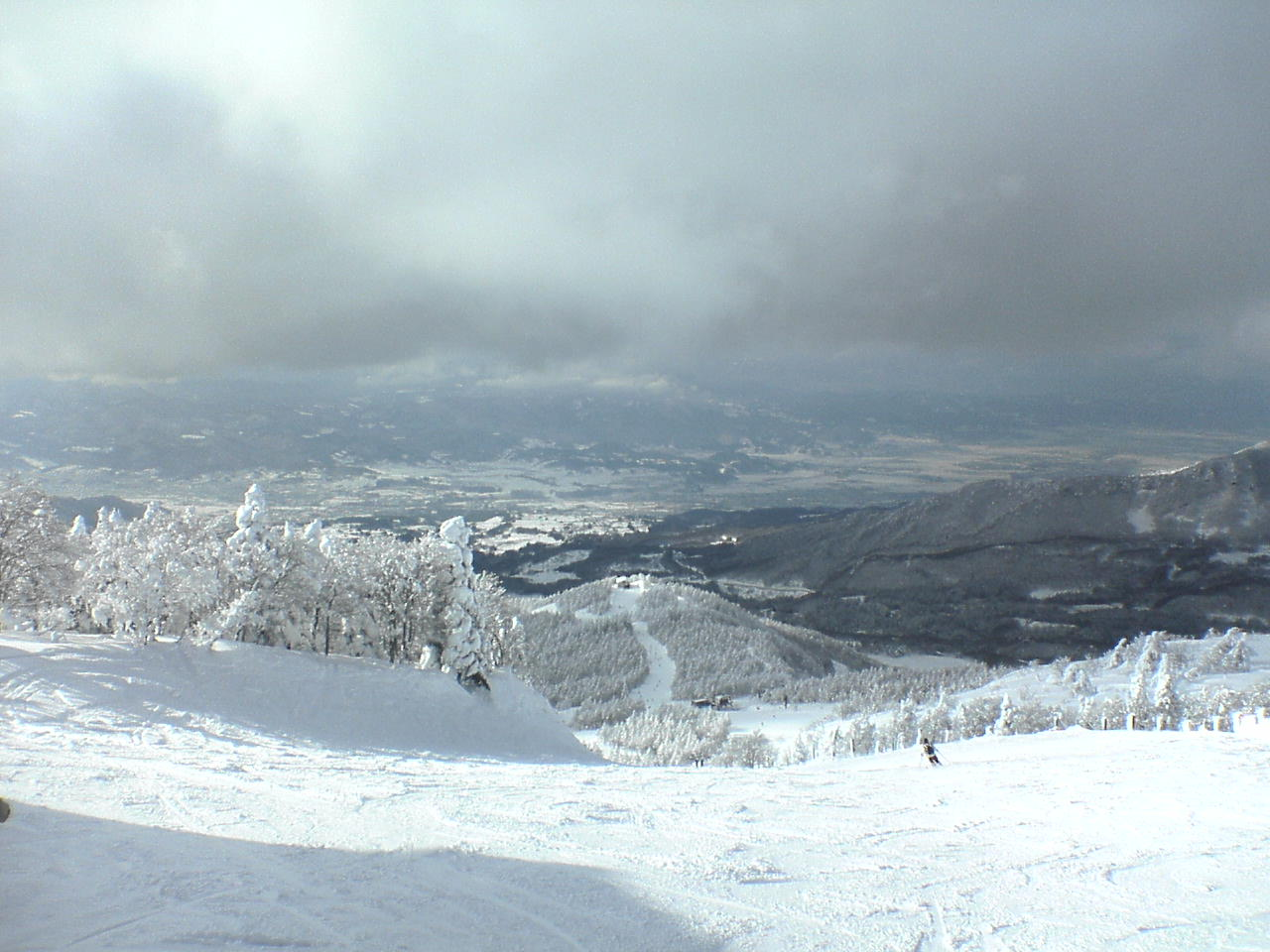
Zaó Onszen sí övezet

## Bibliográfia
- ↑ Nicholas Bornoff 2009:  Nicholas Bornoff. National Geographic Traveler: Japán. 3. kiad. Budapest. Geographia Kiadó. 2009 (Magyar)
- ↑ Kácsor Lóránt ford. 2006:  Chris Rowthorn, Ray Bartlett, Justin Ellis, Craig McLachlan, Regis St Louis, Simon Sellars, Wendy yanagihara. Lonely Planet: Japán. Budapest. Park Könyvkiadó. 2007 (Magyar)

## Fordítás
- Ez a szócikk részben vagy egészben  a   Yamagata Prefecture című angol Wikipédia-szócikk fordításán alapul.  Az eredeti cikk szerkesztőit annak laptörténete sorolja fel. Ez a jelzés csupán a megfogalmazás eredetét és a szerzői jogokat jelzi, nem szolgál a cikkben szereplő információk forrásmegjelöléseként.